# Новоросійське і Бессарабське генерал-губернаторство
Новоросійське і Бессарабське генерал-губернаторство — адміністративно-територіальна і політична одиниця Російської імперії, створена 1822 для інкорпорації та інтеграції Півдня в склад Російської імперії. До нього входили Одеське, Таганрозьке, Феодосійське і Керч-Єнікальське градоначальства, Херсонська губернія, Катеринославська губернія і Таврійська губернія. Очолювалося генерал-губернатором, довіреним сановником верховної влади, якому імператор делегував частину своїх владних повноважень. За штатними розписами 1822, 1834 і 1846, установа складалася з управління з чиновниками для особливих, медичних, дипломатичних та військових доручень і канцелярії як виконавчої структури з функціональними відділеннями. Генерал-губернатор здійснював управління краєм одноосібно, зосереджуючи всю повноту адміністративної влади: наділявся правом законодавчої ініціативи, визначав ступінь поширення в генерал-губернаторстві загальноросійських законів, контролював діяльність установ і посадових осіб, у тому числі судових, призначав чиновників на перші посади в губернських присутствених місцях. Зосереджував осн. діяльність на організації і контролі за веденням сухопутної та морської торгівлі і карантинним станом у генерал-губернаторстві, відповідно до міжнар. конвенцій. Здійснював переведення іноз. колоністів краю та місц. населення в загальноімперську систему, рахуючися з особливостями їхнього попереднього укладу життя з вільнонайманою працею та надаючи пільги, що значно стимулювало освоєння півд. регіону Російської держави і сприяло утвердженню капіталістичних відносин. Генерал-губернатор визначав ступінь і міру поширення держ. оподаткування на різні категорії населення, встановлював лінію порто-франко, контролював заснування нових компаній і експедицій, товариств для видобутку корисних копалин. Генерал-губернатор наділявся і дипломатичними повноваженнями, коли укладалася Бухарестська конвенція (1826). З 1862 він був також головнокомандуючим Одеським військовим округом. Здійснював проведення земської реформи 1864, з урахуванням особливостей півд. регіону держави. Генерал-губернаторство було ліквідоване 1874.
Серед найвизначніших генерал-губернаторів краю — князь М.Воронцов (1823–54) та О.Строганов (1854–64).